# Hermánd
Hermánd (1886-ig Hermanecz, szlovákul: Harmanec, németül: Hermanetz) község Szlovákiában, a Besztercebányai kerületben, a Besztercebányai járásban.

## Fekvése
Besztercebányától 8 km-re északnyugatra fekszik.

## Története
A község határában fekvő barlangokban már a paleolitikumban is éltek emberek. 
Írott forrásban 1540-ben említik először, de a mai Hermánd csak 1957-ben vált ki Alsóhermándból. Rézolvasztója Besztercebányához tartozott. 
A 18. század végén Vályi András így ír róla: „HERMANCEZ. Réz olvasztó hely Besztercze Bányának birtokában, és ugyan annak filiája.”

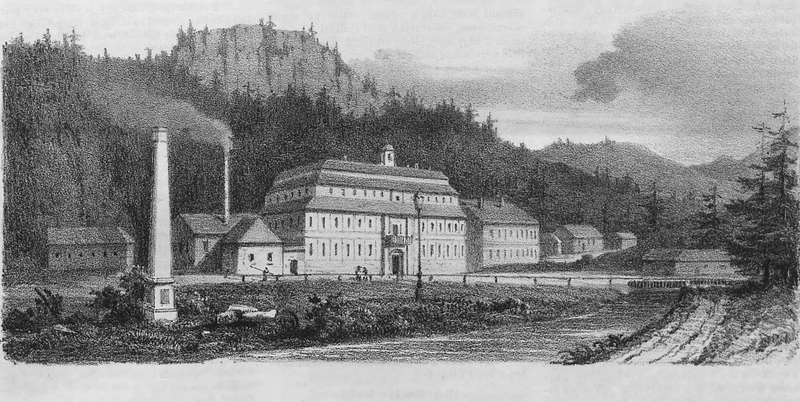
A papírgyár (1863)

A település tulajdonképpen az 1829-ben alapított papírgyár mellett fejlődött ki. 1883-ban megszűnt a falu önállósága, ekkor Alsóhermándhoz csatolták. A papírgyárat a sörfőzde megépítése követte 1884-ben. A gyárnak 1895-ben már 400 munkása volt. 1918-ra termelése elérte a 700 vagont. A trianoni diktátumig területe Zólyom vármegye Besztercebányai járásához tartozott.
Fejlődésén nagyot lendített a Besztercebánya-Divék vasútvonal 1940-ben történt megépítése, mely érintette Hermándot is. 1957-óta ismét önálló község.

## Népessége
| Év:            | 1994. | 2004.   | 2014.   | 2024.   |
| -------------- | ----- | ------- | ------- | ------- |
| Emberek száma: | 944   | 918     | 869     | 827     |
| Eltérés:       |       | -2,75 % | -5,33 % | -4,83 % |

| Év:            | 2023. | 2024.   |
| -------------- | ----- | ------- |
| Emberek száma: | 840   | 827     |
| Eltérés:       |       | -1,54 % |

1910-ben 824 lakosa volt, ebből 579 (70,3%) vallotta magát tótnak (szlováknak), németnek 182 fő (22,1%), magyarnak 60 (7,3%) személy mondta magát. Vallási megoszlása a falunak: 766 római katolikus (93%), 43 evangélikus (5,2%), 8 izraelita (1%), 5 református (0,6%).
2001-ben 948 lakosából 927 szlovák volt.
2011-ben 884 lakosából 771 szlovák.

## Nevezetességei
- A község határában található a Hermándi barlang, vagy más néven Fehér barlang, amely fehér színéről kapta a nevét. Látogatható részei: a Belépő csarnok, a Felfedező csarnoka, a Fehér Gótikus dóm, a Pagodák csarnoka, a folyómeder, a Magas gótikus terem és az Útvesztő csarnok. A barlangot 1932-ben fedezte fel az akkor 18 éves Michal Bacúrik. 2700 méter hosszúságú járataiból a túraútvonal 720 méter. Hőmérséklete 5,8 és 6,4 °C fok közt változik, a relatív páratartalom több mint 90%. A barlang bejáratához – mely 821 méter tengerszint feletti magasságban van, 260 méterrel a Hermándi völgy felett – turistaösvény vezet fel 9 információs táblával. A Hermándi barlangban napjainkig 10 denevérféle előfordulása bizonyított. Legnagyobb számban a közönséges egérfülű és a hegyesorrú denevérek fordulnak elő, melyek kb. 1200-as egyedszámban telelnek itt.

- Temetőkápolnája 1876-ban épült.

## Gazdaság
- 1829-ben alapították a papírgyárat (ma SHP Harmanec, a. s.), amelynek logója hattyút ábrázol.
- A korábbi Csehszlovákia Katonai Térképészeti Szolgálatának székhelye. A VKÚ Harmanec a.s. (2001. május 2-án alapított részvénytársaság) ennek a tevékenységét vette át, kibővítve polgári használatra szánt atlaszok, térképek, turistatérképek kiadásával.

## Külső hivatkozások
- Községinfó
- Hermánd Szlovákia térképén
- E-obce.sk